# Johannes Hentschel
Johannes Hentschel (Berlino, 10 maggio 1908 – Achern, 27 aprile 1982) è stato un operaio tedesco che lavorò come responsabile nella gestione degli impianti elettrici e meccanici della Reichskanzlei e del Führerbunker.

## Biografia
Hentschel nacque a Berlino il 10 maggio 1908.
Fu assunto il 4 luglio 1934 come responsabile elettromeccanico per gli appartamenti personali di Adolf Hitler nell'edificio della Vecchia Cancelleria. Anni dopo, durante la battaglia di Berlino, fu responsabile della sala macchine del Führerbunker.
Nelle prime ore del mattino del 2 maggio 1945, il centralinista Rochus Misch e Hentschel furono le ultime due persone rimaste nel complesso del bunker. Si scambiarono delle lettere scritte alle rispettive mogli nel caso fosse successo qualcosa a uno di loro. Misch decise quindi di lasciare il bunker per cercare di sfondare l'accerchiamento dell'esercito sovietico della parte centrale della città.  Venne catturato, insieme a Heinz Linge, dai sovietici poche ore dopo.  Hentschel, invece, rimase nel bunker dopo che tutti gli altri occupanti si erano suicidati o se ne erano andati, poiché l'ospedale da campo per i feriti nella Cancelleria del Reich aveva bisogno di elettricità e acqua. Si arrese ai soldati sovietici dell'Armata Rossa mentre entravano nel complesso del bunker il 2 maggio e fu rilasciato dalla prigionia il 4 aprile 1949.
Hentschel morì nel 1982 ad Achern, nella Germania ovest.

## Nella cultura popolare
- Hentschel ha un ruolo significativo nel film del 1981 The Bunker. Interpretato da Martin Jarvis, viene mostrato come un normale lavoratore (riconoscibile  per l'essere sempre vestito con una tuta da lavoro) che osserva la disintegrazione della leadership nazista intorno a lui. Alla fine rimane solo e disilluso nel bunker, dopo la partenza del suo amico Rochus Misch. In attesa dell'arrivo dei sovietici, Hentschel sente alla radio la notizia della morte "eroica" di Hitler e lancia alla radio i giornali che stava leggendo.
- Oliver Stritzel è stato scelto per il ruolo di Hentschel nel film La caduta - Gli ultimi giorni di Hitler. Tuttavia, nella versione cinematografica la maggior parte delle sue scene sono state tagliate e appare solo brevemente ripristinando l'alimentazione a un generatore guasto, così come nell'epilogo che spiega cosa è successo a tutti i personaggi principali. Nella versione estesa del film, la sua interpretazione viene ampliata. Hentschel dice a Otto Günsche che rimarrà per mantenere i generatori. Successivamente, va in superficie e guarda i resti bruciati di Joseph e Magda Goebbels. Tornando al bunker, trova un gruppo di donne soldato sovietiche che chiedono dove siano Hitler ed Eva Braun, poi chiedono di essere portate al guardaroba di Eva. Chiede loro di non aprire la porta della stanza dei Goebbels, cosa che fanno comunque e trovano i cadaveri dei bambini dei Goebbels.